# 集結の園へ
「集結の園へ」（しゅうけつのそのへ）は、林原めぐみの37枚目のシングル。2009年4月22日にスターチャイルドより発売された（KICM-1271）。

## 概要
収録楽曲は、「集結の園へ」と綾波レイの声・イメージで歌った「集結の園へ 〜AYANAMI ver.〜」の2曲。作詞は林原めぐみ（MEGUMI名義）、作曲および編曲はたかはしごうがそれぞれ担当。「集結の園へ」は、フィールズによる『新世紀エヴァンゲリオン』のタイアップ機『CR新世紀エヴァンゲリオン 〜最後のシ者〜』のイメージソング、CMソングとなっていた。ジャケットのデザインは表面は林原めぐみ、裏面は綾波レイとなっているデジパック仕様で、特典として貞本義行の描き下ろしによる綾波レイのイラストが封入されている。
当初は2009年3月11日の発売を予定していたが、タイアップ製品である『CR新世紀エヴァンゲリオン 〜最後のシ者〜』の導入展開が4月上旬に変更になったことを受けて変更となった。
プロモーションとしては、東京都内ではジャケットのデザインをそのまま広告にして描かれたトラックが期間限定で走行した。

## 評価など
オリコン集計において、週間シングルチャート（2009年5月4日付）で7位を獲得した。
レコチョク年間ランキング2009「レコチョク アニメ/ゲーム・フル」（2008年12月1日 - 2009年11月30日）では年間1位を獲得した。
2009年5月度に10万ダウンロード突破によりゴールド認定。2010年6月度には25万ダウンロード突破によりプラチナ認定、2015年1月度には50万ダウンロード突破によりダブル・プラチナ認定を受けている。

## 製作経緯
最初にオファーが来たのは2008年2月から3月頃とされるが、林原は自分が歌うというイメージが湧かず、最初は「なぜ、私に」と思っていたという。経緯としては、庵野秀明と大月俊倫が話し合ったところ、「林原」という名前が浮かんだことによるという。そうしたなんとなくという説明とともに大月からのボス命令で「歌いなさい」と言われた結果、（本人曰く、とりあえず）引き受けることにしたという。
同時に曲作りも任されたため、作曲を誰に頼むかということで、『エヴァンゲリオン』といえば、主題歌「残酷な天使のテーゼ」という林原の印象により、同曲を歌った高橋洋子の弟であり、コーラスに参加していたたかはしごうに作曲を依頼した（ただし、イメージなどを伝えた後はほとんど任せっぱなしだった）。
一方、作詞のほうは林原自身が担当することになったが、綾波レイに関するイメージばかりが浮かんで、なかなか詞にならずにどうしようか悩み諦めかけたという。
そうした中「そうだ、初号機になろう」とふっと湧いて思いついたら、詞のイメージが浮かび一気に書き上げたとのこと（林原曰く「私が初号機になった曲」）。
その後、パチンコ台に組み込む都合から2008年7月にレコーディングが行われたが、それ以降は楽曲のことを話せなかったため、正式発表まで半年間以上待つことになる。このため、ラジオで発表する際の林原は冗談や愚痴交じりで説明していた。

## 曲の解説
曲は宗教歌をイメージしたというコーラスのイントロで始まる。コーラスが終わるとバンドサウンドがはじまり、林原のヴォーカルとなる。2番からは林原のヴォーカルに合わせてバックにユニゾンが加わってゆく。間奏では複雑なコーラスが入り、鐘の音とともに最後のサビへと繋がれる。林原のヴォーカルが終えるとバックのユニゾンがメインとなり、最後はそれによって締めくくられる。
歌詞は、従来と同じく林原のよるオリジナルの読み方（普通では読まない読み方など）に加えて、カタカナ表記が用いられている。なお、歌詞では「集結」という単語は用いられていない（同音異字の「終結」は用いられている）。
林原自身はこの楽曲を手掛けたことで、自らが演じていた綾波レイ、 碇ユイ、エヴァンゲリオン初号機のそれぞれの繋がり、『新世紀エヴァンゲリオン』という作品がどういう作品であったかを改めて感じたという。また、同作品へは声優として参加するのは自然だったが、イメージして歌うことに関しては緊張したと述べている。

### 〜AYANAMI ver.〜
「〜AYANAMI ver.〜」では、ヴォーカル、コーラスの全てがキャラクター（綾波レイ）の声で行われている。曲の構成も一部変更され、イントロ部分のコーラスが間奏に移っている。また、曲のテンポ、演奏の音源などがオリジナルと異なるなど、ストリングス以外は大幅なアレンジが施されている。
「〜AYANAMI ver.〜」の特徴として、イントロ、間奏、アウトロなどのコーラスが幾重にも重ねられていることである。イントロのコーラスに関して林原は、「たくさんいる綾波レイが水の中に浮かんで口ずさんでいるような、そんなコーラスが頭に欲しい」とたかはしに注文（丸投げ）したという。これに対して、たかはしは難色を示しながらも「時間をください」と言い、後に6パターン以上録ったメロディをダブリングさせて出来上がったものである。このため、20人相当の綾波レイによるコーラスとなった。
完成した「〜AYANAMI ver.〜」に関して、林原は「“〜AYANAMI ver.〜”が（真の）『集結の園へ』」、「儚い」と感想を述べ、たかはしに対しては「たかはしごうさんは天才」と評している。

### 作品について
楽曲の存在は、2008年に『林原めぐみのTokyo Boogie Night』で『スレイヤーズ』や『ヱヴァンゲリヲン新劇場版』の告知するたびに林原の口から「まだ言えない別の仕事をしている」などの発言を林原は行っていた。その後の2008年12月末より一部放送のCMに用いられたことから、『林原めぐみのTokyo Boogie Night』第871回（2009年1月3日）にてキングレコード（スターチャイルド）のスタッフが告知を仄めかした。翌週（1月10日）の放送で、林原めぐみから正式に公表された。
音源は先行的に『林原めぐみのTokyo Boogie Night』、『林原めぐみのHeartful Station』などで1コーラスが披露されている。初披露は『林原めぐみのTokyo Boogie Night』第873回（2009年1月17日放送）。また、発売後は「〜AYANAMI ver.〜」が『林原めぐみのHeartful Station』（2009年4月25日放送）、『林原めぐみのTokyo Boogie Night』（2009年4月26日放送）にてそれぞれ披露された。

## 収録曲
（全作詞：MEGUMI、作曲・編曲：たかはしごう）
1. 集結の園へ [5:03]
2. 集結の園へ 〜AYANAMI ver.〜 [5:30]
3. 集結の園へ （off vocal version） [5:03]
4. 集結の園へ 〜AYANAMI ver.〜 （off vocal version） [5:28]

## 収録アルバム
| 曲名                                  | 収録アルバム      | 発売日         | 規格品番          |
| ------------------------------------- | ----------------- | -------------- | ----------------- |
| 集結の園へ                            | 『CHOICE』        | 2010年7月21日  | KICS-1548         |
| 集結の園へ                            | 『VINTAGE White』 | 2011年6月11日  | KICS-91670〜91671 |
| 集結の園へ                            | 『VINTAGE DENIM』 | 2021年]3月30日 | KICS-3980〜3982   |
| 集結の園へ 〜AYANAMI ver.〜           | 『CHOICE』        | 2010年7月21日  | KICS-1548         |
| 集結の園へ 〜PASSiON'S WORLD MiX〜    | 『スタ☆リミ』     | 2009年12月23日 | KICA-3108         |
| 集結の園へ 〜セカンドインパクト〜     | 『Fifty〜Fifty』  | 2018年3月30日  | KICS-3693         |
| 集結の園へ 〜AYANAMI ver.〜 float mix | 『VINTAGE DENIM』 | 2021年3月30日  | KICS-3980〜3982   |

## スタッフ
- All Performed by MEGUMI HAYASHIBARA
- All Track Making：GO TAKAHASHI
- MUSICIAN
  - Guitar：TAKAHIRO SHUTOU
  - Bass：YOSHIROU KANAMORI
  - Strings：GEN-ITTESTU GROUP
- Recording & Mix Engineer：KEIJI KONDO（SIGN SOUND）
- Recording & Studio：WEST SIDE STUDIO
- Mastering Engineer：HIROYUKI TSUJI
- Illustration：YOSHIYUKI SADAMORI
- Art Direction & Design：OSAMU OUCHI（nano/nano graphics）
- Photographer：KENTARO KAMATA（GACHA）
- Hair & Make-up：HIROYUKI SHIMIZU
- Stylist：ASAMI NISHIDA
- Artwork coodinate：EIJI NAKAMURA, TASTUAKI IKEDA
- 撮影協力：FONTAINE Co,Ltd.
- Executive Producer：TOSHIMICHI OHTYUKI
- Artist Promoter：
  - KOJI SAWAHARA
  - SHOKO YADA
- Sales Promoter：
  - YOKO NAGATA
  - NORIKO YAMAZATO
- A&R Producer：GO SHUKURI
- CopyRight
  - King Record Co, Ltd. Print in Japan. STEREO JASRAC
  - GAINAX・カラー

## カバー
- Dizzi Mystica feat.MAKI（2009年10月7日） - 『EXIT TRANCE PRESENTS ウマウマできるトランスを作ってみた6〜どうしてこうなった!〜』収録[21]
- THE ILLUMINATI（2009年10月21日） - アルバム『Re:construction Anima』収録[22]
- MIYABI（2009年12月16日、2010年7月21日） - 『和ユーロベスト2』[23]、『プレミア・ユーロ〜ベスト・オブ・和ユーロベスト』収録[24]
- ほたる（2010年12月22日） - 『アニメイティーズ〜ANIME HITS in 80’s DISCO STYLE〜』収録[25]